# 화롄 공항
화롄 공항(중국어 정체자: 花蓮機場, 영어: Hualien Airport, IATA: HUN, ICAO: RCYU)은 중화민국 화롄현 신청향에 위치하는 군민 공용 공항이다.

## 운항 노선
| 항공사      | 목적지         |
| ----------- | -------------- |
| 유니 항공   | 타이베이(쑹산) |
| 만다린 항공 | 가오슝, 타이중 |

## 사건 및 사고
- 유니 항공 873편 화재 사고

## 같이 보기
- 중화민국 교통부 민용항공국
- 대만의 교통
- 대만의 공항 목록